# Folies Bergère (Parijs)

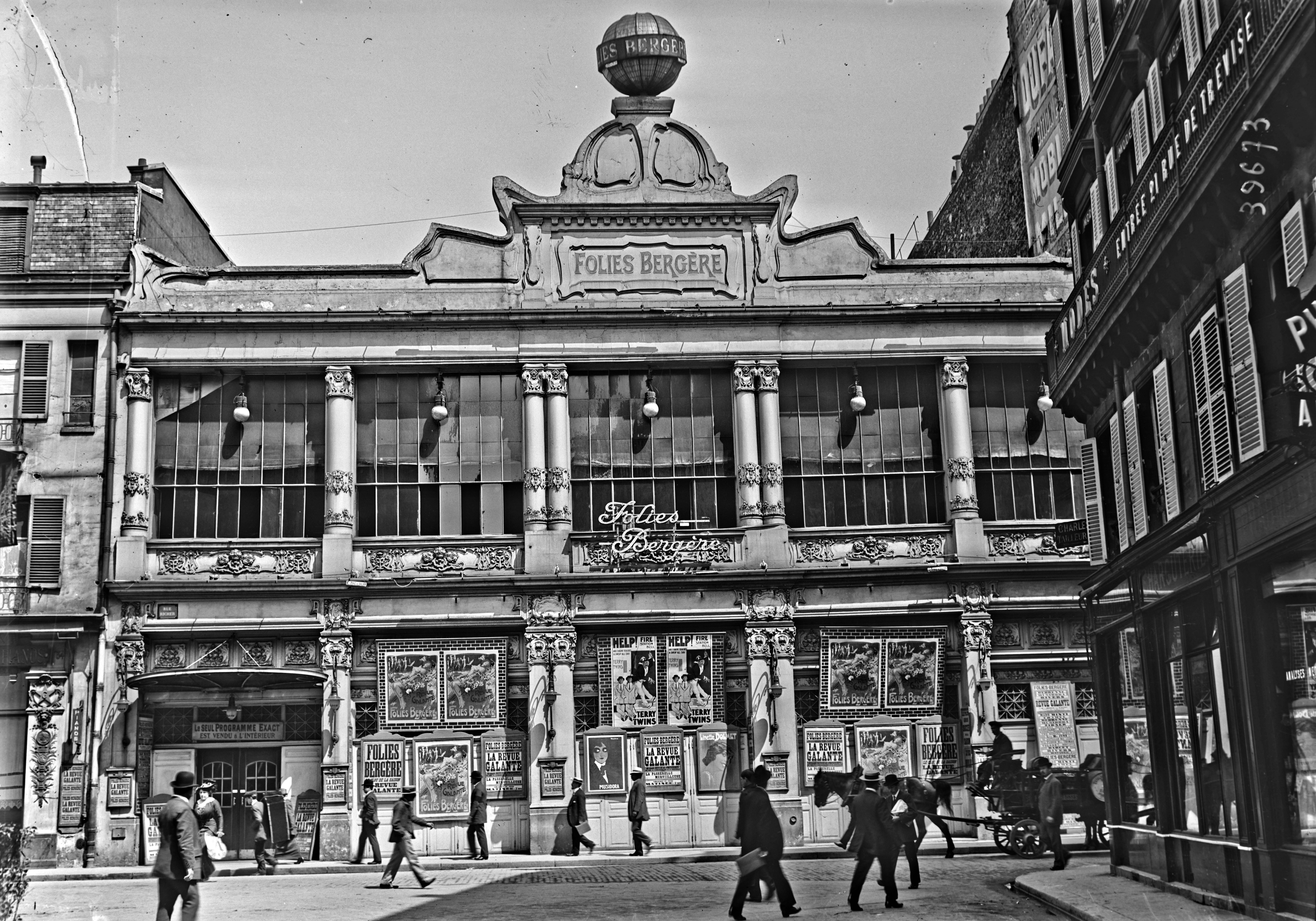
Folies Bergère (Rol) 1914

De Folies Bergère is een beroemd theater in de Franse hoofdstad Parijs, gevestigd aan de Rue Richer 32, in het 9e arrondissement.

## De naam
De naam Folies is ontstaan aan het einde van de achttiende eeuw toen onder toezicht van de hoge adel huizen van plezier werden geopend
voor nachtelijke festivals met concerten, shows en balletten. De oorsprong en de betekenis van het woord (etymologie) folies is onduidelijk. In Parijs waren de bekendste: Folies Mericourt, Folies St-James, Folies Richelieu, Folies Beaujon, Folies Regnault (La Roquette). Na 1830 werden de Folies genoemd naar de straat of de buurt waar ze zich bevonden.
In de tweede helft van de 19de eeuw werden in Parijs cafés chantants en cafés dansants (folies) gesticht.
Dit was mogelijk na 1867, toen de wet, die verbood in cafés concerten of andere theateruitvoeringen te houden, werd afgeschaft.
Zo ontstonden de cafés-concerts en de cafés-chantants waar men kon dansen, zingen, toneelspel opvoeren, voordrachten en een bal masqué houden, net als in theaters.
Boislève, de eerste directeur, gaf het theater in 1869 de naam Folies Treviso naar de nabijgelegen straat van Treviso.
De hertog van Treviso was er echter tegen dat zijn naam werd geassocieerd met een theater. Om dit soort problemen te voorkomen zag hij ook af van Folies Richer of Folies Geoffroy-Marie omdat dit ook achternamen van families waren. Dus werd het in 1872 Folies Bergère, naar de rue Bergère, wat niet een naam van een familie was.

## De start
Aan de vooravond van de Frans-Duitse Oorlog (1870-1871) opende Boislève in het verbouwde pand van een beddenwinkel (Colonnes d'Hercule) de Folies Tréviso.
De nieuwe hal werd op 2 mei 1869 met veel publiciteit geopend, de zaal was een van de mooiste in zijn soort en ontworpen in de stijl van het Alhambra (Theatre of Variety) in Londen. Sommigen vonden de akoestiek matig en de verlichting onvoldoende maar de klant kon ongestoord genieten van het theater of naar de foyer gaan om iets te drinken en te roken bij een goed gesprek. Bijzonder was wel dat men net als in een theater een toegangsprijs moest betalen.
De oorlog bracht echter een enorme verandering teweeg en de zaal werd gebruikt voor het houden van politieke bijeenkomsten. Na een mislukte herstart begin 1871 sloot de zaal op 31 maart 1871.
Léon Sari (Napoléon Emmanuel Sari Stefanini), directeur van het theater aan de Boulevard du Temple die daar een fortuin had verdiend, kocht het geheel en liet een loopbrug bouwen en een wintertuin met fontein aanleggen. In september 1872 werd de vernieuwde Folies met de nieuwe naam Folies Bergère geopend. Het publiek kon komen en gaan tussen de hal, de wintertuin, de verschillende bars en de promenade (deze werd vooral gebruikt door prostituees om hun klanten te werven). In 1881 schilderde Manet een van zijn beroemdste impressionistische schilderijen: un Bar aux Folies Bergère. Het schilderij komt overigens niet overeen met de werkelijkheid.

## Belle époque
Al snel besloot directeur Sari om het genre te wijzigen en plande klassieke muziekconcerten o.a. Gounot, Massenet, Saint-Saëns en Delibes en veranderde de naam van de Folies in Concert de Paris. Het bleek een enorme vergissing.
Doordat hij grote sommen geld verloor met gokken dreigde een faillissement, de verandering werd teruggedraaid en er werden onderhandelingen gestart met de familie Allemand uit Marseille
en de eigenaren van het theater Eldorado (nu: Le Comédia, boulevard de Strasbourg) in Parijs. Dankzij de leiding, die in handen werd gegeven van Jules Édouard Marchand, werden de meest sensationele acteurs uit die tijd ingehuurd, met enorm succes. Genoemd moeten worden de gebroeders Isola (illusionisten), Nala Damajenti (slangenbezweerder), de Zulu Troop (met echte Zoeloes), een Birmese familie, een Kangoeroe-bokser, de Stamboul-worstelaars, Tom Cannon (worstelaar), Ira Paine (Amerikaans schietspel), Iron Jack (Hercules), Sampson (kettingbreker), Captain Costentenus (getatoeëerd met driehonderdtwintig figuren van dieren), de Scheffers (acrobaten), Cinquévalli (King-jongleurs), de Live Paintings van het Palace-Theatre van Londen, Little Titch (Harry Relph, een Engelse dwerg), de Griffiths (clowns), Baggenssen (clown). Ook de meeste beroemdheden van het Café-chantant treden op: Paulus (zanger), Polin (Pierre Paul Marsalès, zanger), Yvette Guilbert, Polair en Gaby Deslys.
Marchand introduceerde een nieuw fenomeen de Revue, de Place aux Jeûne, een show met gemengde balletten met een groep dames, attracties en zang afgewisseld met comedy-intermezzo's.
Het financiële succes maakte het de familie Allemand mogelijk het gebouw verder te verfraaien en uit te breiden.
Marchand besefte al snel dat de vrouw de kern vormde van het concept voor de Folies Bergère: hij presenteerde de cocottes (prostituees) van de Belle Époque: de Cavaliéri, de Tortojada, de prachtige Carolina Otero, Liane de Pougy, Émilienne d'Alençon (Émilienne Marie André), Cleo de Mérode oftewel Loie Fuller, die de ster van de Folies was gedurende 10 jaar met haar dansact Danse serpentine (fr).
In 1894 had Marchand de Folies van de familie Allemand gekocht, ten gevolge van ziekte moest hij na 16 jaar in 1902 afscheid nemen.
De gebroeders Émile en Vincent Isola, die furore hadden gemaakt met het vertonen van kleurenfilms in hun theater Isola (Théâtre des Capucines), kochten de Folies van de weduwe van de inmiddels in 1905 overleden Marchand voor 700.000 franc. Vanaf 1908 voerde Clément Banel de directie en bracht met wisselend succes allerlei artiesten op het podium waaronder Maurice Chevalier en Yvonne Printemps.  Van 3 augustus 1914 tot februari 1915 waren de Folies wegens oorlog gesloten. Tijdens de oorlog was Banel geen directeur en na die tijd vond de commissaris (van de gebroeders Isola) Jules Dumien hem te oud en werd de leiding opgedragen aan Raphael Beretta en Leon Volterra (voordien directie bij Olympia).

## Hetinterbellum

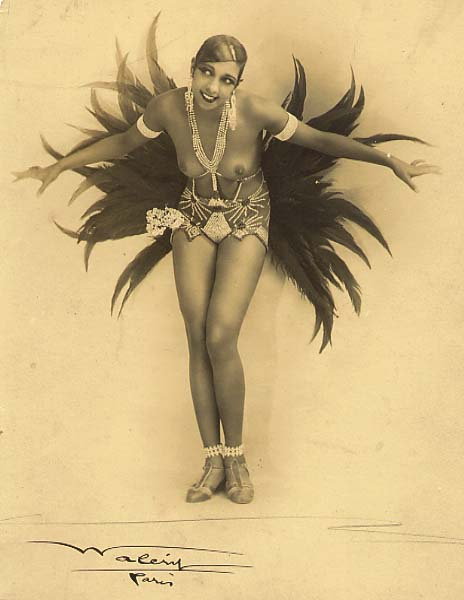
Josephine Baker

Na meningsverschillen verliet Volterra de Folies en werd Paul Derval (Alexis Paul Pitron) ingehuurd. Omdat de commissaris veel vertrouwen had in Derval werd Volterra ontslagen en werd Derval directeur. Zijn opvallendste bijdrage was het invoeren van shows waarbij groepen naakte danseressen optraden. Reclame ook in bioscopen en de overdadig uitgewerkte affiches moesten het publiek van de uitzonderlijke
luxe van de Folies overtuigen, o.a. de Revue des Folies-Bergère, La Grande Folie, een enorme productie in 2 aktes en 60 scènes.  In 1926 contracteerde hij Josephine Baker, zij werd de ster van de Folies, en danste veelal naakt tussen de musici van het orkest. Het gehele complex wordt verder uitgebreid en verfraaid, bekend is vooral het art-decofresco van beeldhouwer Pico. Ondanks al deze verfraaiingen liet Derval het toe dat de prostituees zijn theater gebruikten om hun diensten aan te bieden, dit heeft het internationaal aanzien geschaad. Toch kreeg de Folies in de tijd van The Roaring Twenties een zekere wereldfaam, in 1936 haalde Derval zijn geliefde Josephine terug uit New York om En Super Folies te leiden. De ontmoeting tussen hem en de jonge Hongaarse kunstenaar Michel Gyarmathy leidde tot een dienstverband van de laatstgenoemde van meer dan 56 jaar. 
Op 14 juni 1940 bezetten de Duitsers Parijs, Paul Derval sloot de Folies en vluchtte naar Normandië, samen met zijn vrouw Antonia en met Michel Gyarmathy, die van joodse afkomst was.

## De Tweede Wereldoorlog
De Duitsers wilden dat de Folies weer werd geopend en dwongen om weer revues uit te brengen. De eerste werden gekenmerkt door de miserabele omstandigheden. Na terugkeer van Derval werden tijdens de oorlog nog vier nieuwe revues gepresenteerd.

## Na de oorlog
Na de Tweede Wereldoorlog nam de populariteit van de Folies af, Josephine, Derval en Gyarmathy waren te oud om nog voor de noodzakelijke vernieuwing te zorgen.
Na de dood van Derval in 1966 werd de leiding overgenomen door zijn echtgenote Antonia, ze werd opgevolgd door Liliane Montevechi. In de jaren daarna sloten veel theaters hun deuren. In 1974 trad Hélène Martini, de "keizerin van de nacht", aan en ze besluit tot een volledige metamorfose van de Folies. Zij wist mensen aan zich te binden om de laatste muziekhal van de geschiedenis actief te houden, trouw aan de traditie. In 1980 verwelkomde de Folies de vijftig miljoenste gast. Onder leiding van Martini bloeit de Folies opnieuw op (zij overlijdt in 2017) en is tot op de huidige dag (anno 2019) bekend over de hele wereld.

## Folies Bergère in films
Er zijn verschillende films verschenen rond het thema Folies Bergère:
- Folies Bergère de Paris, uit 1936 met onder anderen Maurice Chevalier.
- Folies-Bergère, uit 1956 met onder anderen Eddie Constantine.
- Énigme aux Folies-Bergère, uit 1956 met onder anderen Jean Mitry.

## Artiesten die optraden in de Folies Bergère
- Josephine Baker
- Little Tich
- Charlie Chaplin
- Maurice Chevalier
- William Dukenfield
- Jean Gabin
- Suzy van Hall
- Mistinguett
- La Belle Otero
- Liane de Pougy
- Loie Fuller
- Lila Nicolska
- Albert Maes

De vedettes
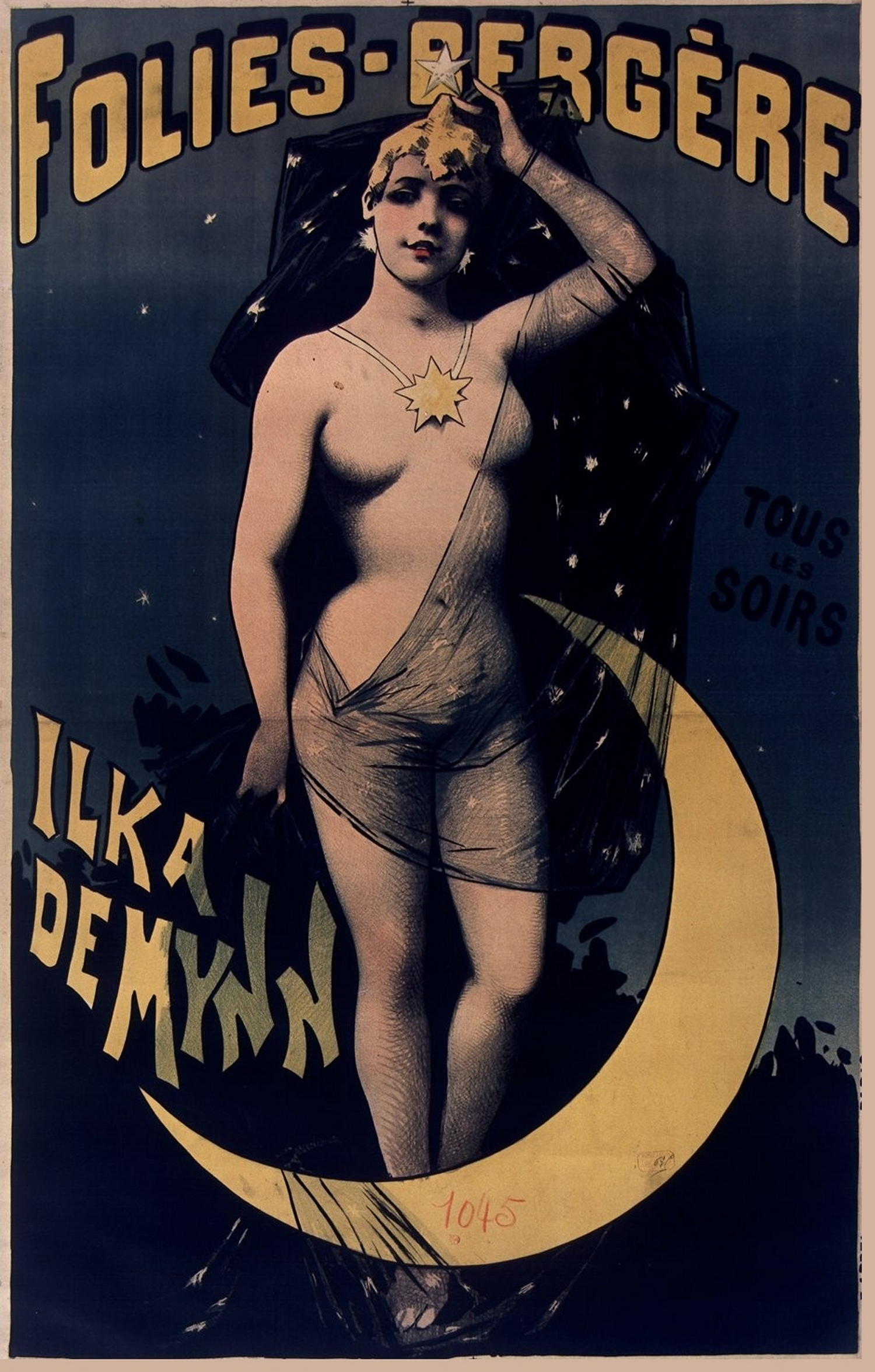
Ilka de Mynn
- La Danse des grands souliers, filmée par Clément Maurice en 1900
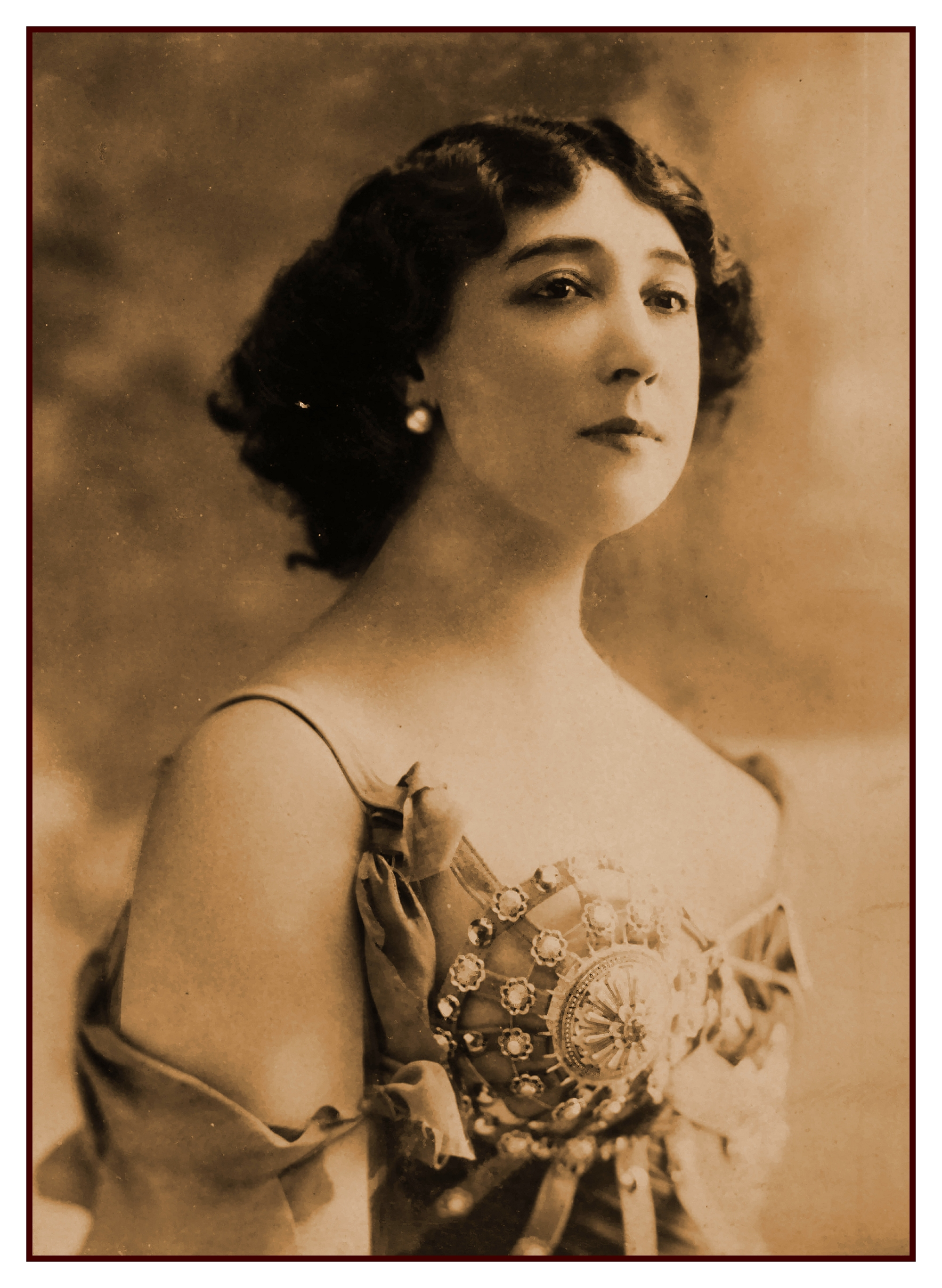
La Belle Otero, 1894
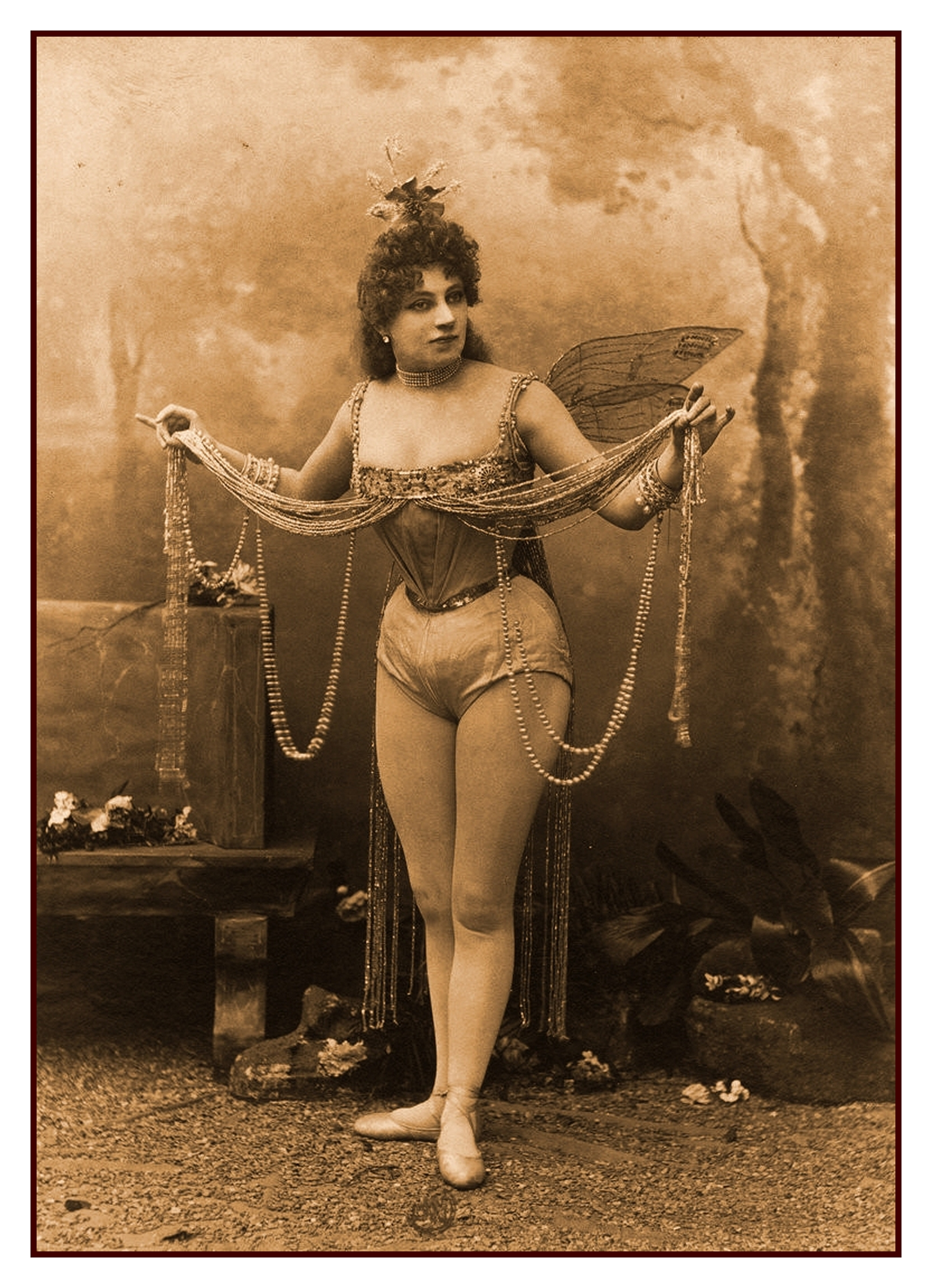
Mercedes
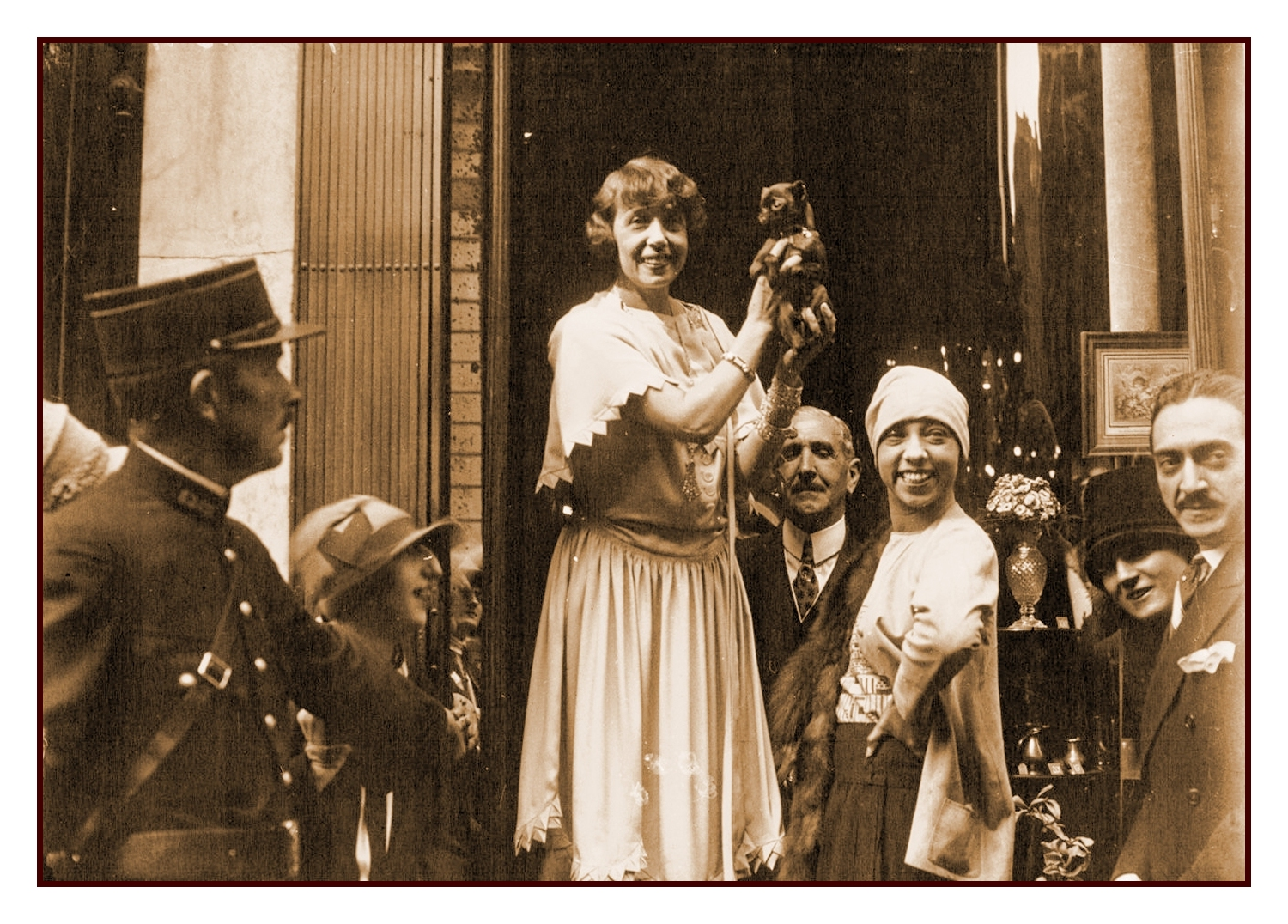
Mistinguett en Josephine Baker, 1905
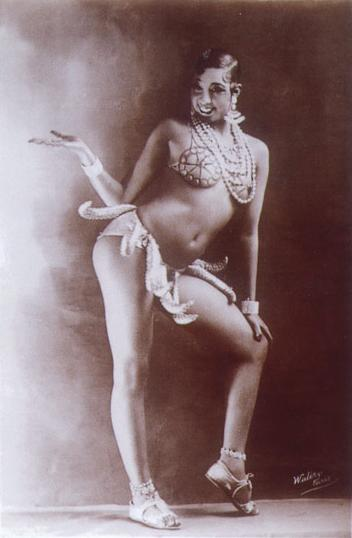
Josephine Baker in haar bananenrokje in 1926
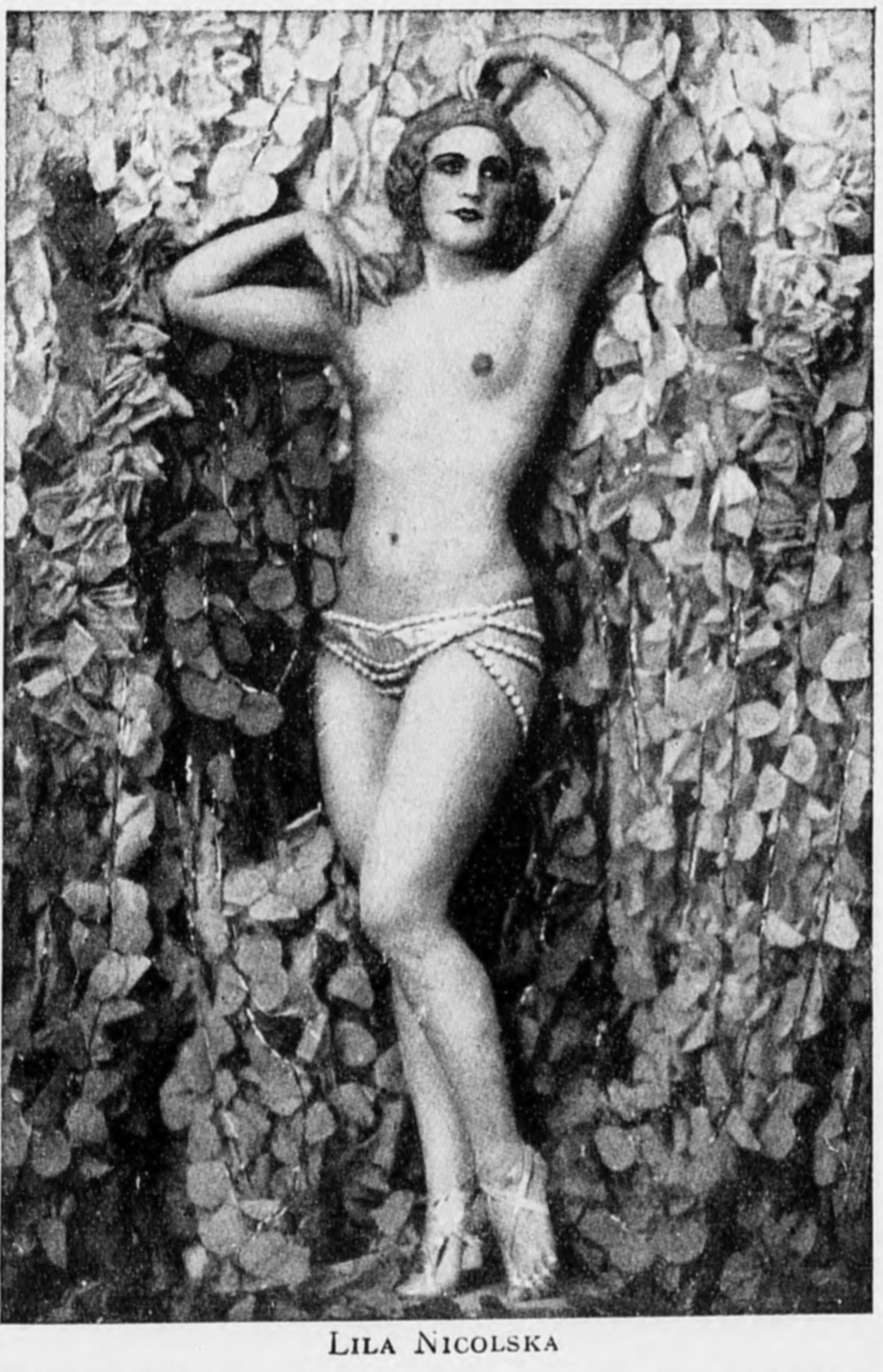
Lila Nicolska, 1927
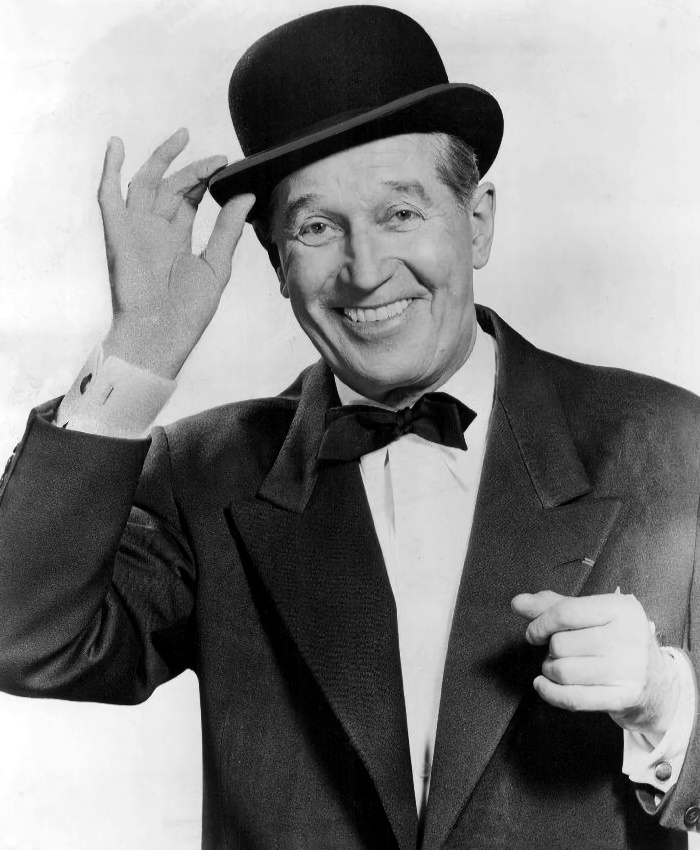
Maurice Chevalier, 1959

Affiches
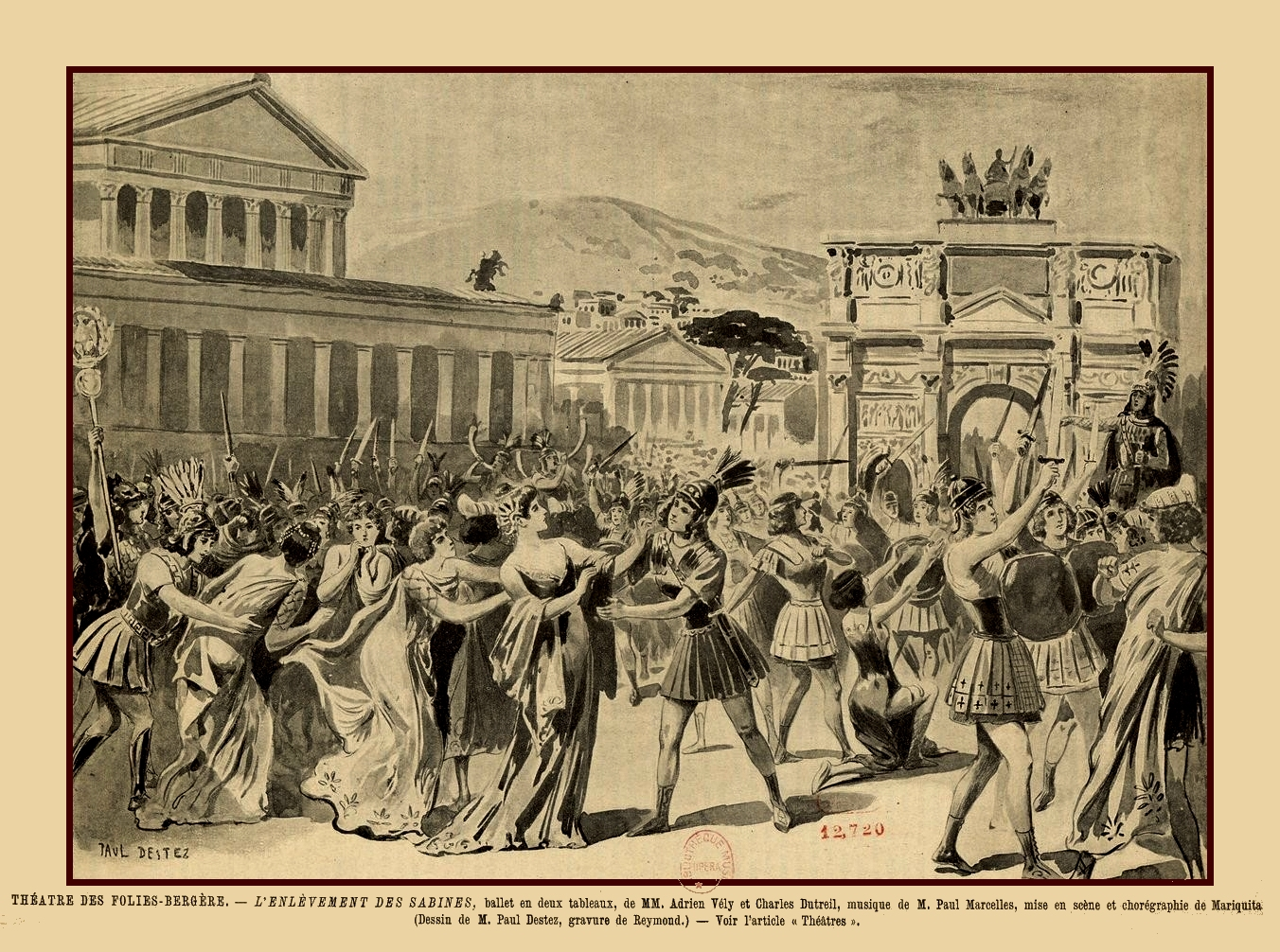
Ballet
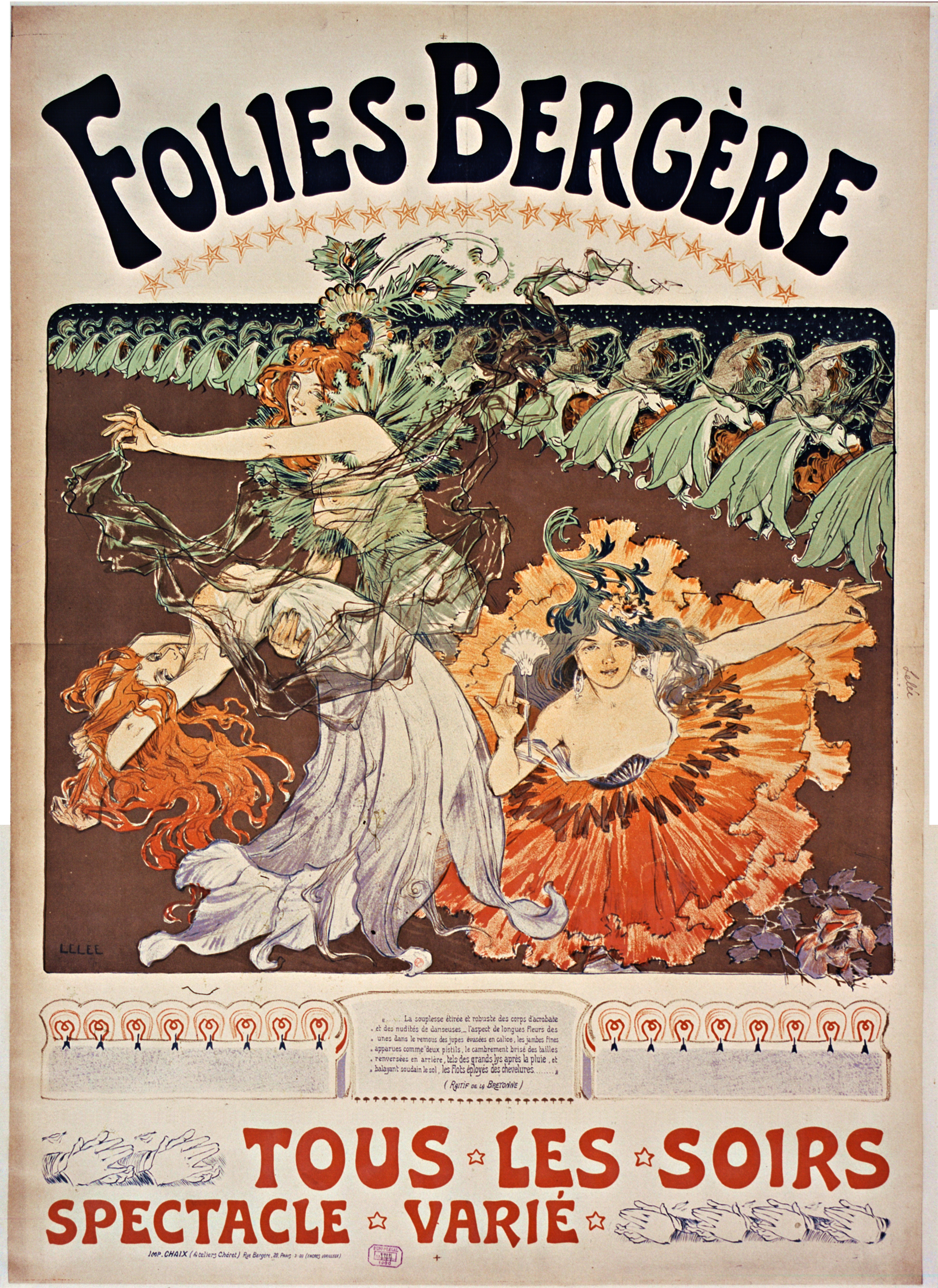
Lelee, 1900
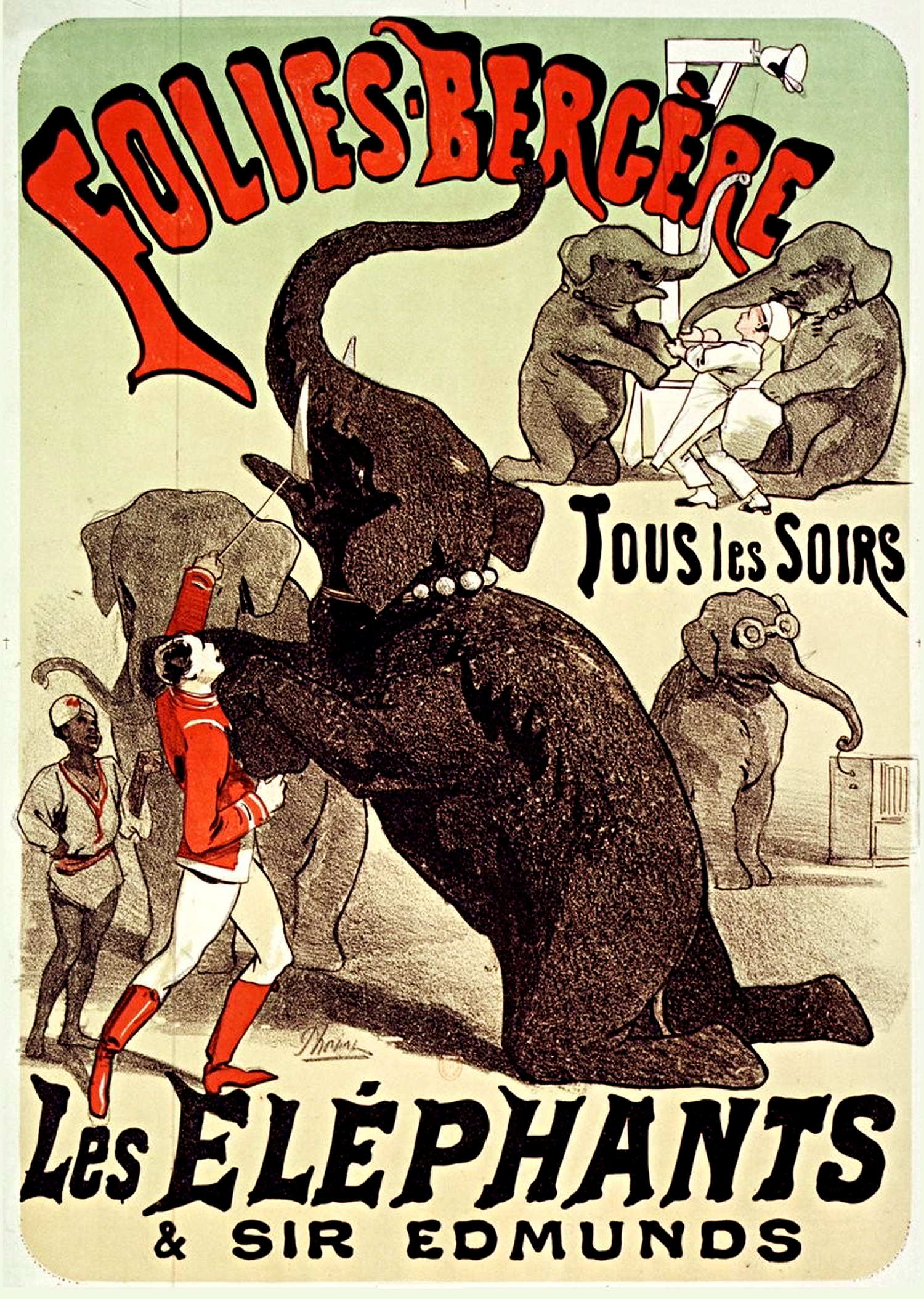
sir Edmunds 1904
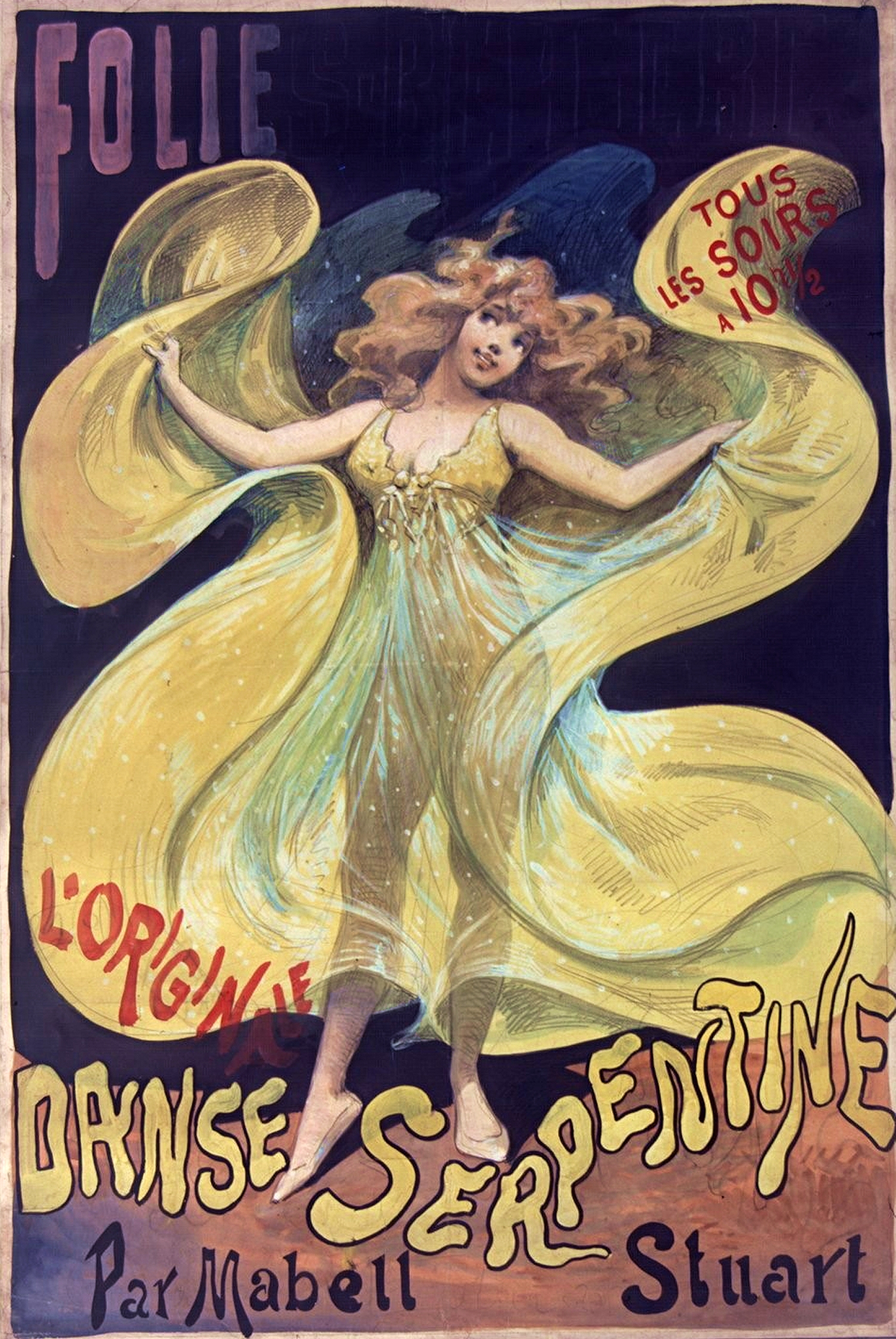
Mabell Stuart 1905
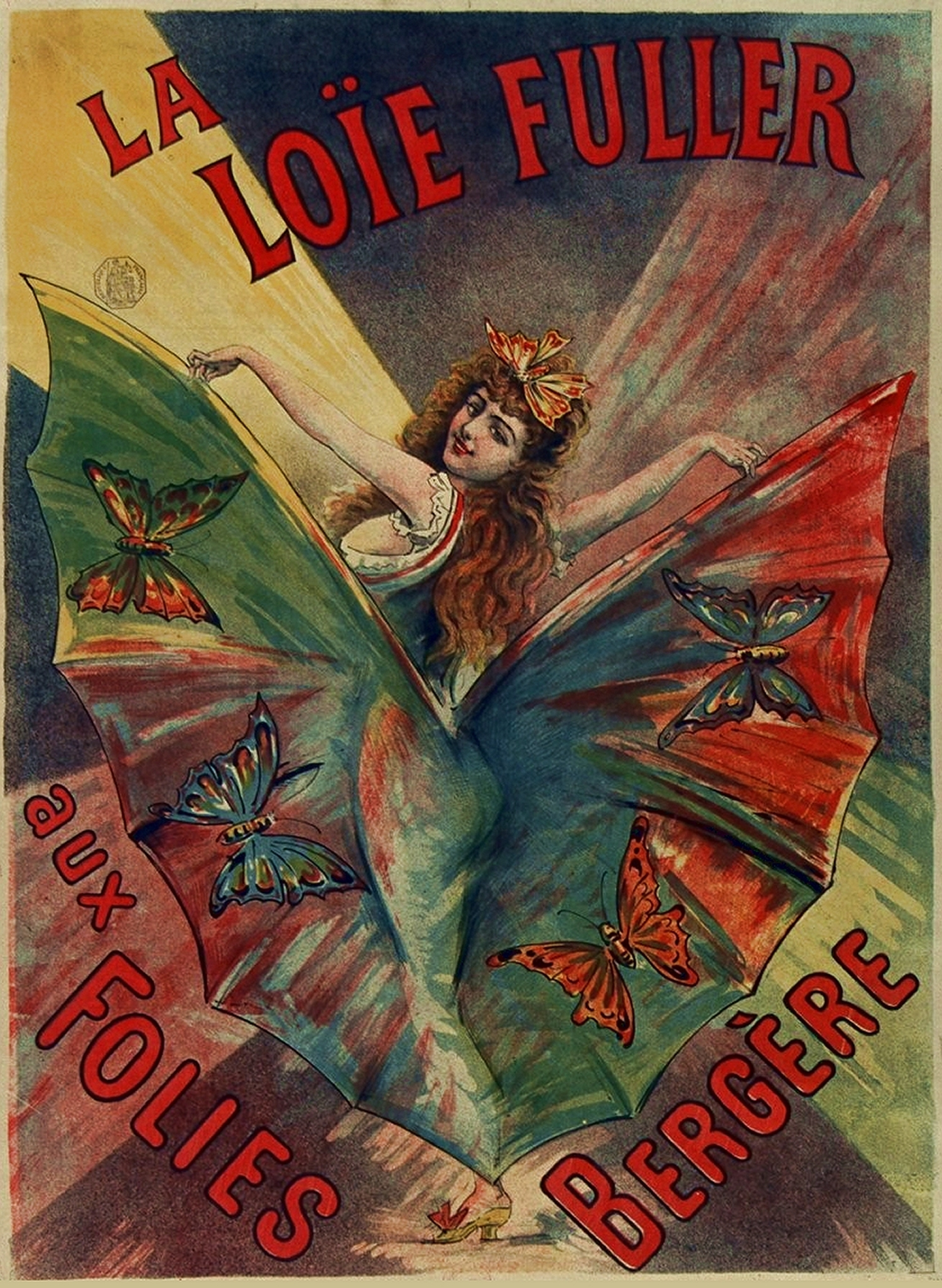
Loie Füller, 1910
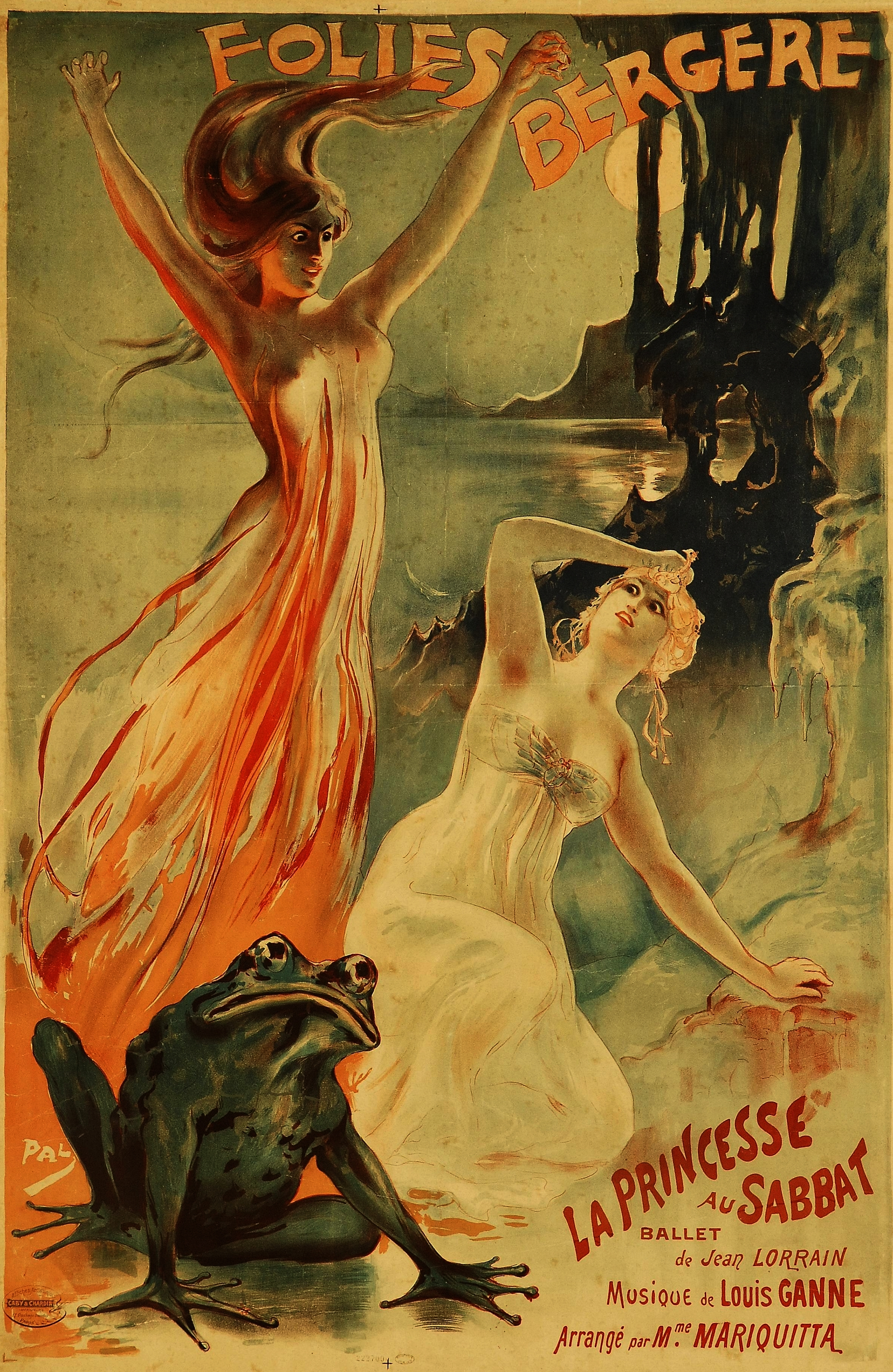
La princess au sabbat
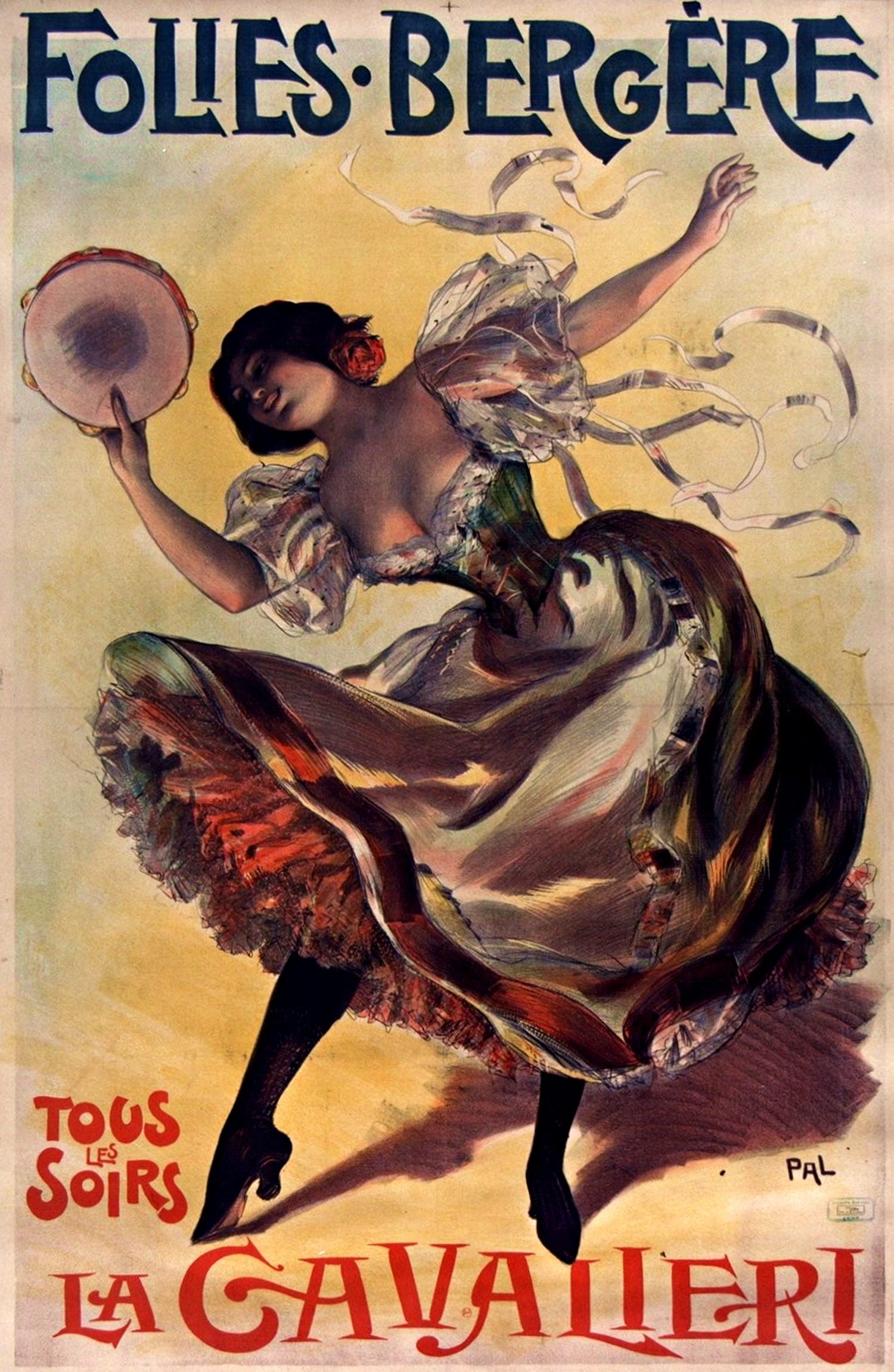
1908